# ميخائيل غريفز (فنان قتال مختلط)
ميخائيل غريفز (بالإنجليزية: Michael Graves) هو فنان قتال مختلط أمريكي، ولد في 8 يناير 1991 في ماومي في الولايات المتحدة.

## وصلات خارجية
- ميخائيل غريفز على موقع يو إف سي (الإنجليزية)
- ميخائيل غريفز على موقع شيردوغ (الإنجليزية)